# Sher Shah

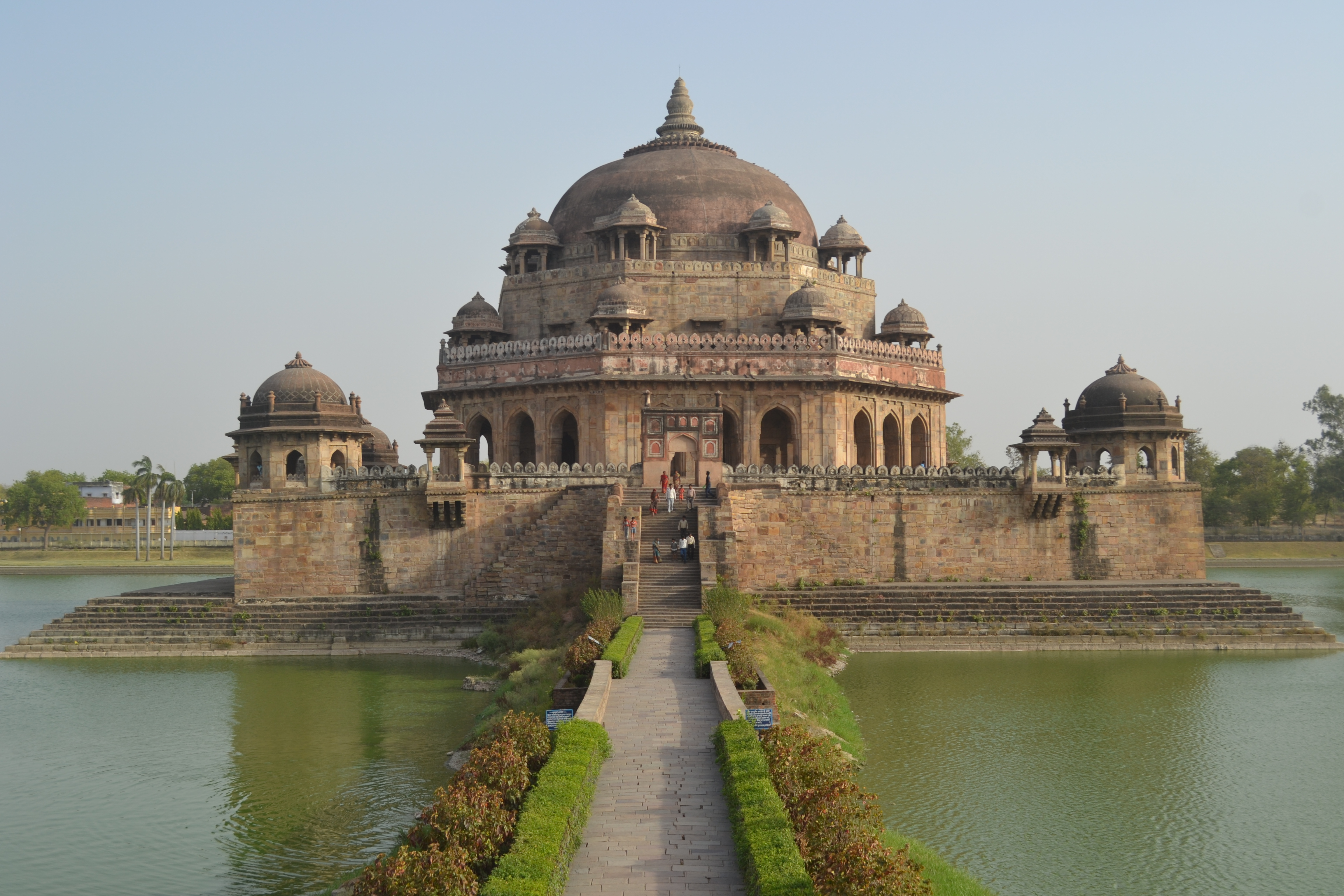
Sher Shahs mausoleum Sasaram.

Sher Shah (Sher Shah Suri, ibland Sher Khan), indisk stormogul, född 1486 (alt. 1472) som Farid, son till Hassan Khan Sur, furste i Sasaram, Bihar, död 1545; stormogul från 1540.
Sher Shah ("Tigrarnas herre") fick sitt namn av nizam av Bihar, i vilkens tjänst han tidigt trädde. Under stormogulen Babur var Sher Shah själv nizam i detta område. Efter Baburs död 1530 förklarade sig Sher Shah självständig från Mogulriket. Samtidigt ökade rivaliteten med sonen till den tidigare nizam, som Sher Shah börjat tjäna hos, och han angreps slutligen av denne son i koalition med nawaben av Bengalen, men de två herrarna besegrades av Sher Shah i slaget vid Surajgarha 1534. Efter att ytterligare ha tillväxt i makt och prestige besegrade Sher Shah slutligen stormogulen Humajuns samlade armé 1540, och tog över hela riket.
Sher Shah var en duglig administratör, såväl som en duktig militär befälhavare.